# تپه زرنگول ۳
تپه زرنگول ۳ مربوط به عصر آهن است و در شهرستان ابهر، بخش مرکز ی، دهستان صایین قلعه، ۲۳۹۰ متری جنوب شرقی روستای چرگر واقع شده و این اثر در تاریخ ۲۶ اسفند ۱۳۸۶ با شمارهٔ ثبت ۲۲۱۹۳ به‌عنوان یکی از آثار ملی ایران به ثبت رسیده است.